# 科斯蒂克·达菲诺尤
科斯蒂克·达菲诺尤（羅馬尼亞語：Costică Dafinoiu，1954年2月6日—2022年6月8日）是一名羅馬尼亞男子輕重量級拳擊運動員。他於1969年開始學習拳擊，在1976年夏季奧林匹克運動會上獲得一枚銅牌，在羅馬尼亞全國業餘拳擊錦標賽上獲得一枚金牌和一枚銀牌，並在1974年羅馬尼亞舉辦的金腰帶國際錦標賽中獲得優勝。他於1981年退休，在獲得體育教育學位後，他在家鄉的CS Progresul Brăila俱樂部擔任拳擊教練。

## 外部連結
- Costica Dafinoiu在国际奥林匹克委员会的资料
- 科斯蒂克·达菲诺尤在Sports Reference
- 科斯蒂克·达菲诺尤在BoxRec的職業拳擊紀錄
- 科斯蒂克·达菲诺尤在BoxRec的職業拳擊紀錄